# Bătrâni
Bătrâni is een Roemeense gemeente in het district Prahova.
Bătrâni telt 2154 inwoners.